# Эйон
Э́йон, также Э́гион (греч. Αίγιον ή Αίγιο) — город в Греции на Пелопоннесе. Расположен на высоте 61 метр над уровнем моря, на побережье Коринфского залива, в 30 километрах к востоку от Патр и в 147 километрах к западу от Афин. Административный центр общины (дима) Эйялия в периферийной единице Ахея в периферии Западная Греция. Население 20 422 жителя по переписи 2011 года.
Эйон — крупный порт и духовно-административный центр Калавритской и Эйялийской митрополии Элладской православной церкви.

## География

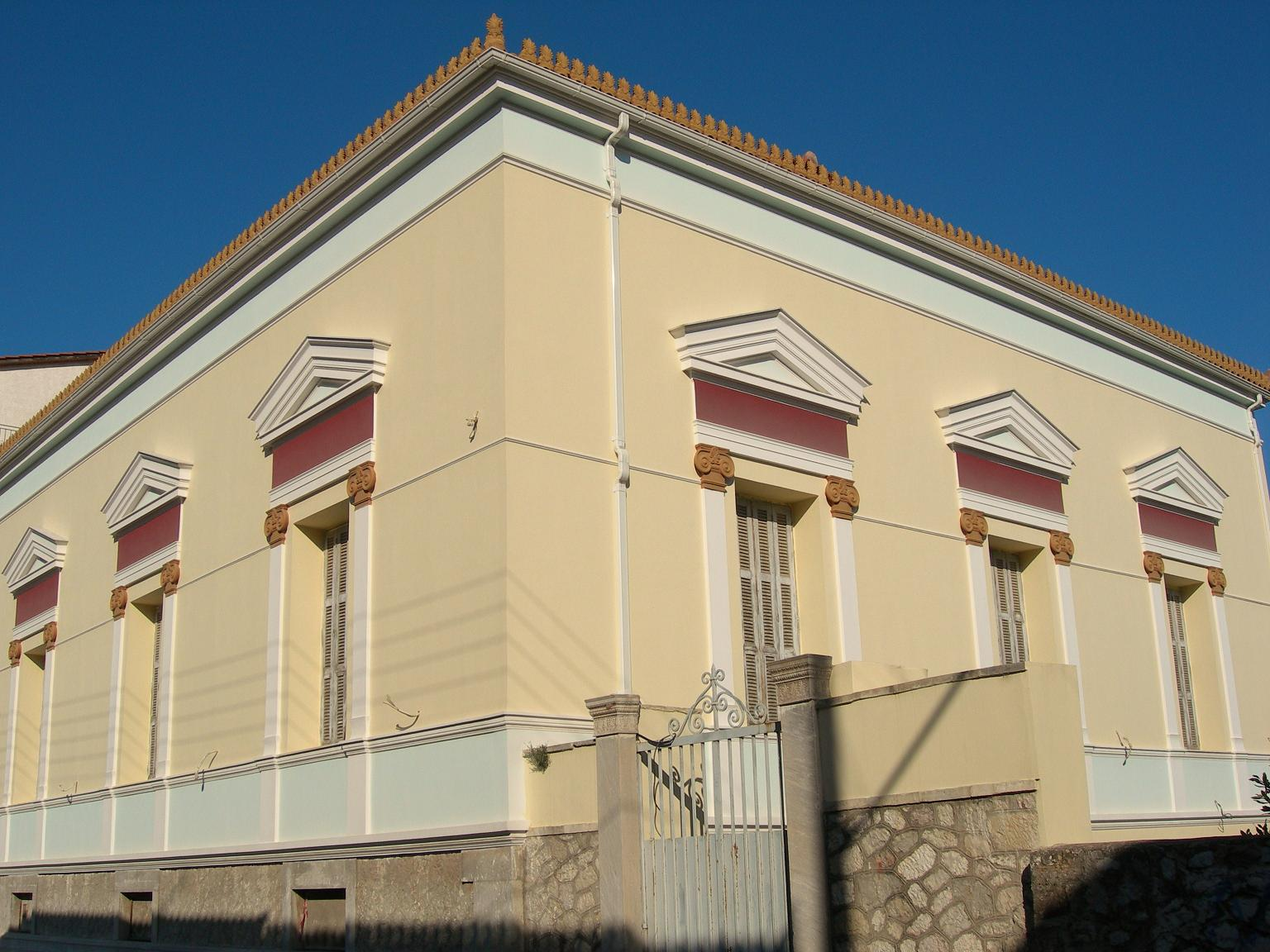
Старинный дом в стиле неоклассицизма

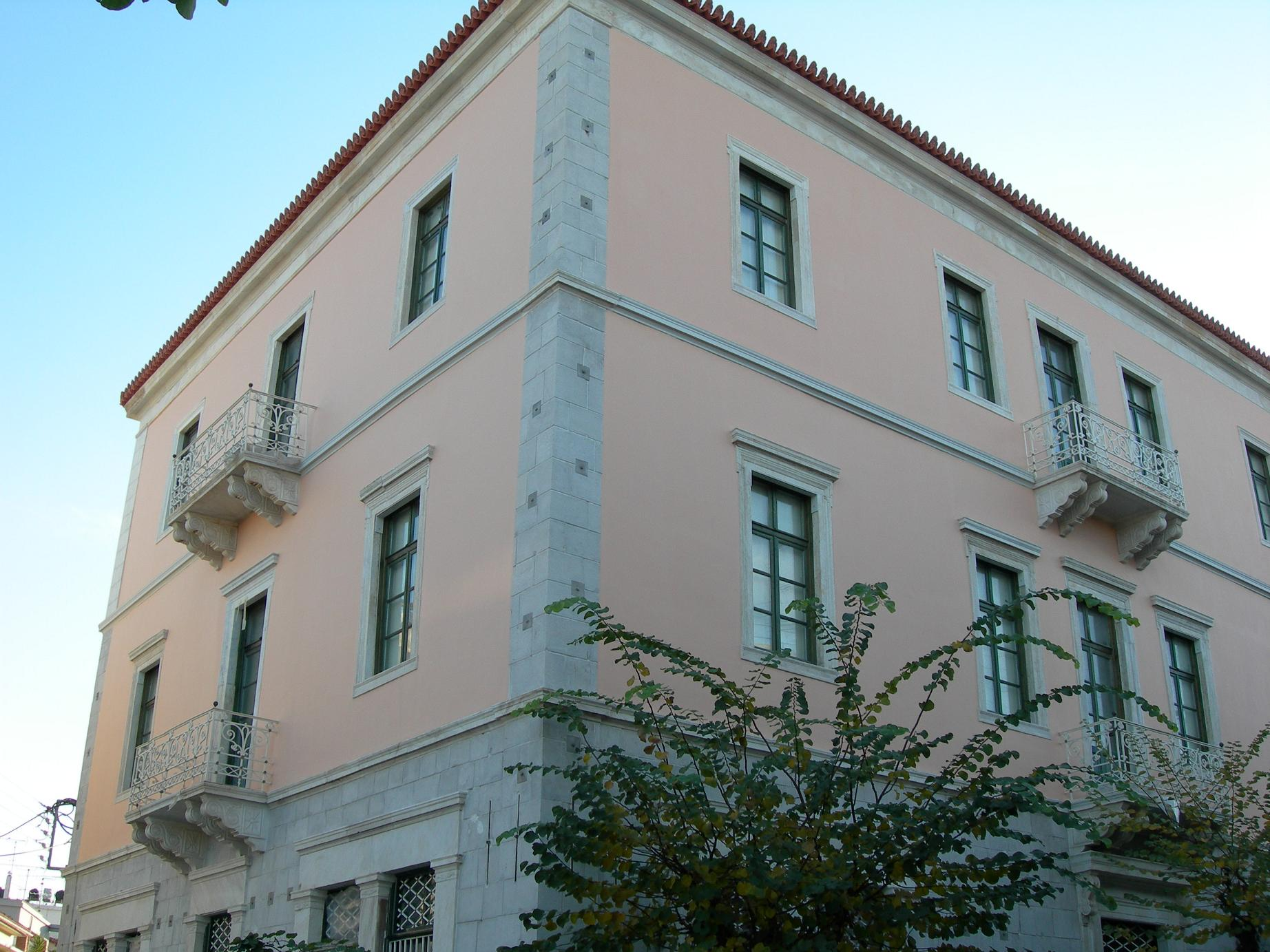
Дом Панайотопулоса

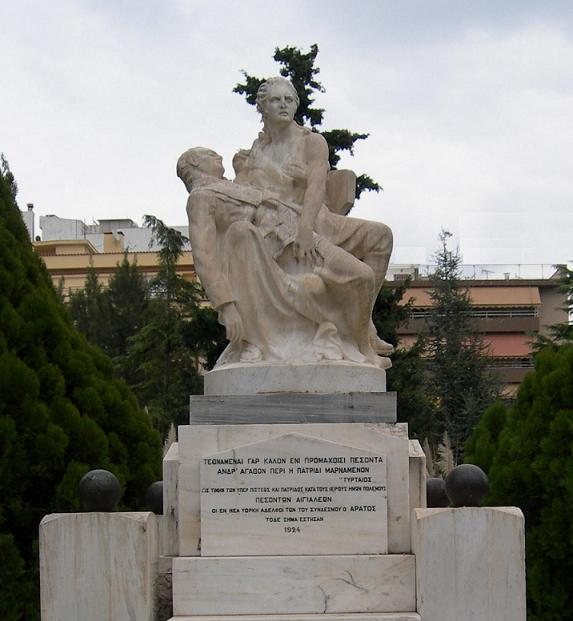
Памятник героям в парке Псила-Алония. Скульптор Георгиос Димитриадис

Эйон расположен у подножия горы Панахаикон. Река Селинус впадает в Коринфский залив около деревни Валимитика (Βαλιμίτικα) в 5 км к востоку от центра Эйона. Эйон расположен непосредственно на побережье, между портом и железнодорожной станцией.

## История
Эгий (Эгион, др.-греч. Αἴγιον), основанный пеласгами, упоминается Гомером и Геродотом. Согласно преданию, переданному Аратом, здесь Зевс был вскормлен оленийской козой (др.-греч. αἴξ). В Эгии на площади находился священный участок Зевса Сотера (Спасителя, др.-греч. Σωτήρ), а на морском берегу — святилище Зевса Гомагирия (Собирателя, Ὁμαγύριος).
Эгий являлся административным и религиозным центром Ахейского союза, достиг расцвета после катастрофического разрушения Гелики. Необитаемыми территориями Гелики и Рип, а затем Эг владели эгиейцы. В Амарии — роще Зевса собирался верховный орган — общесоюзное собрание (синод). После поражения от римлян в 146 году до н. э. Ахейский союз был распущен и Эгий пришёл в упадок.
В 296 году захвачен готами. В 395 году Эгий разграблен и разрушен вестготами Алариха. После славянской колонизации был переименован в Востицу (Востицца, Βοστίτσα). Впервые новое название упоминается в «Морейской хронике» XIV века. Р. В. Орбинский утверждал, что топоним образован от славянского слова «воск = вощица».
Город был захвачен сицилийскими норманнами, затем венецианцами. В 1205 году захвачен крестоносцами. Французский рыцарь Жоффруа I де Виллардуэн, получивший в 1209 году титул «князя Ахеи», разделил страну на двенадцать бароний и среди прочих создал баронию Востица. Двенадцать баронов составляли верховный совет княжества. При византийском императоре Андронике II Палеологе в результате завоеваний эпитропа Мореи Андроника Асеня к 1321 году из двенадцати бывших бароний Ахейского княжества под властью князя остались лишь четыре: Патры, Велигости, Востица и Халандрица. До 1359 года баронами Востицы были представители рода Шарпиньи (Charpigny), затем она перешла титулярной императрице Константинопольской Марии де Бурбон, в 1363 году её купил будущий герцог Афинский Нерио I Аччайоли, в 1391 году отдал в качестве приданного дочери Франчески будущему деспоту Эпира Карло I Токко. В 1430 году Востица присоединена к Морейскому деспотату, в 1458 году захвачена турками, в 1463 году — венецианцами, в 1470 году — снова турками. В 1687—1715 годах Востицей владели венецианцы.
По Пожаревацкому мирному договору 1718 года город достался Османской империи. В 1769 году прошло собрание в Востице, где решался вопрос о подготовке Пелопоннесского восстания. В том же году город был разграблен турко-албанцами.
26—30 января 1821 года прошло историческое собрание в Востице с участием митрополита Старых Патр Германа, где решался вопрос о подготовке освободительного восстания. После начала восстания, в 1821 году Востица дважды поджигалась Мустафа-пашой, в 1826 году разрушена Ибрагим-пашой.
Город находится в сейсмоопасной зоне. 23 августа 1817 года произошло землетрясение магнитудой 6,6, 4 февраля 1861 года — магнитудой 6,7, 27 августа 1886 года — магнитудой 7,5. Большая часть города разрушена землетрясением 15 июня 1995 года магнитудой 6,5, погибли 26 человек (16 греков и 10 французских туристов).

## Транспорт
До мая 2011 года существовало паромное сообщение с материковой частью Греции. Три парома в день отправлялись из Эйона в Айос-Николаос в Фокиде, на другом берегу Коринфского залива. Паромное сообщение было закрыто из-за нерентабельности весной 2011 года. Железнодорожная линия, проходящая через город и соединяющая Афины и Патры, в настоящее время находится на реконструкции. В июне 2020 года было открыто пассажирское движение из Эйона в Киото и далее в Афины на дизельном поезде кампании Штадлер. В 2021-2022 годах планируется продление железнодорожной ветки до города Патры и электрификация всей линии. Через город проходит автомагистраль «Олимпия» (Α8), часть европейского маршрута E65. Национальная дорога 31 (ΕΟ31) длиной 30 километров соединяет с Калавритой.

## Экономика
Эйон, наряду с Патрами и Пиреем был один из главных портов по экспорту изюма в XIX веке. В настоящее время порт Эйона используется в основном компанией Chiquita Brands International, которая импортирует через него бананы в Грецию. 7 августа 2013 года был открыт новый 256 метровый пирс на северо-западе порта. Проект обошелся в 8,6 млн евро и предназначен для расширения торговли и туристических возможностей города.

## Достопримечательности
В Эйоне на берегу Коринфского залива находится храм Богородицы Трипити (Живоносного источника), в котором имеется почитаемая старинная икона Богородицы Трипити.

## Сообщество Эйон
В 1835 году создана община, в 1912 году (ΦΕΚ 256Α) — сообщество Эйон. В общинное сообщество Эйон входят четыре населённых пункта. Население 20 644 жителя по переписи 2011 года. Площадь 19,299 квадратного километра.
| Населённый пункт | Население (2011), человек |
| ---------------- | ------------------------- |
| Айос-Николаос    | 23                        |
| Сотир            | 159                       |
| Фонискарья       | 60                        |
| Эйон             | 20 422                    |

## Население
| Год  | Население, человек |
| ---- | ------------------ |
| 1991 | 22 330             |
| 2001 | 21 772             |
| 2011 | ↘ 20 422           |

## Уроженцы
- Андреас Лондос (1786—1846) — участник Греческой революции.
- Димитриос Мелетопулос (1796—1858) — участник Греческой революции.

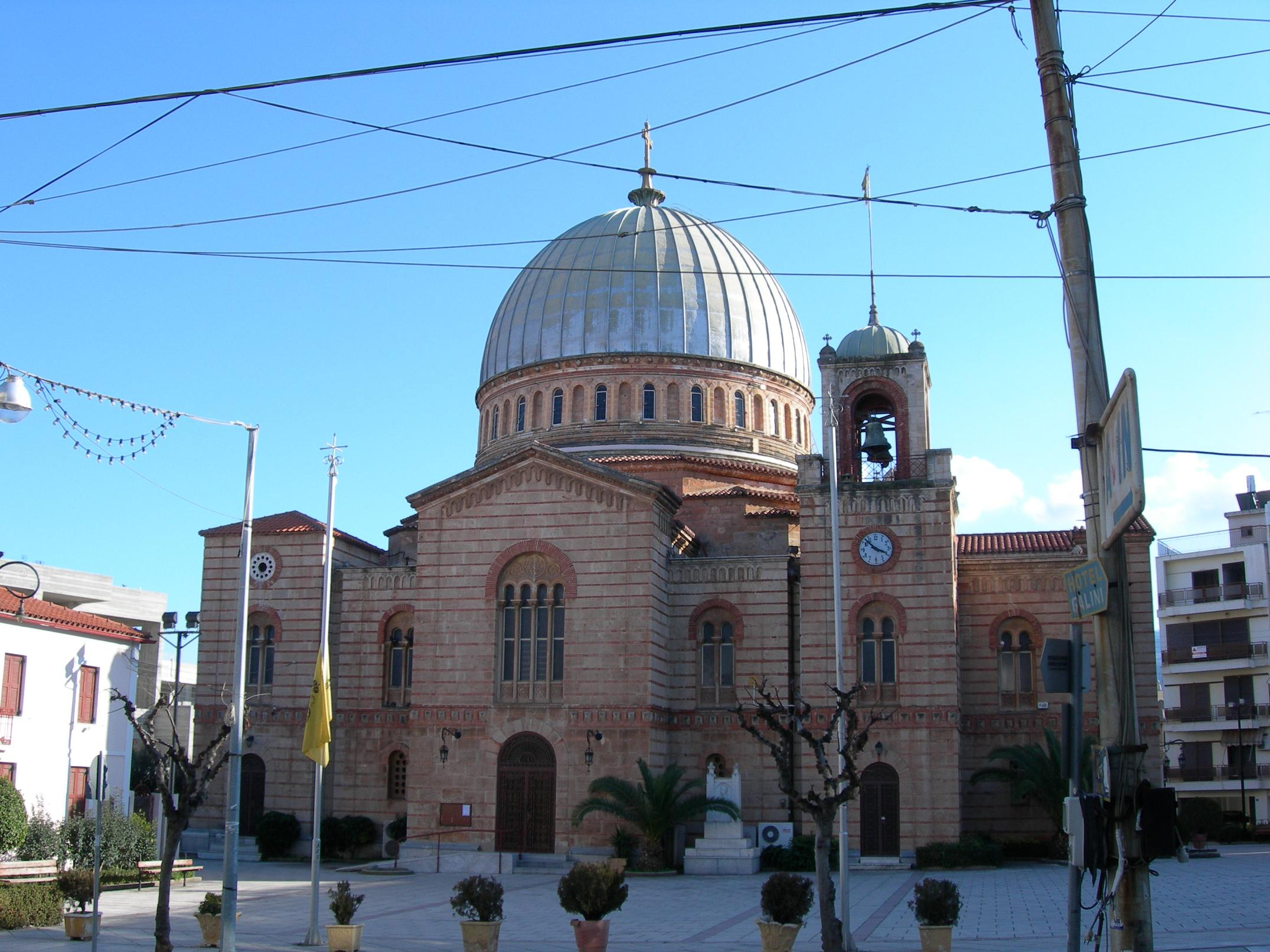
Церковь Фанеромени, работа архитектора Эрнста Циллера
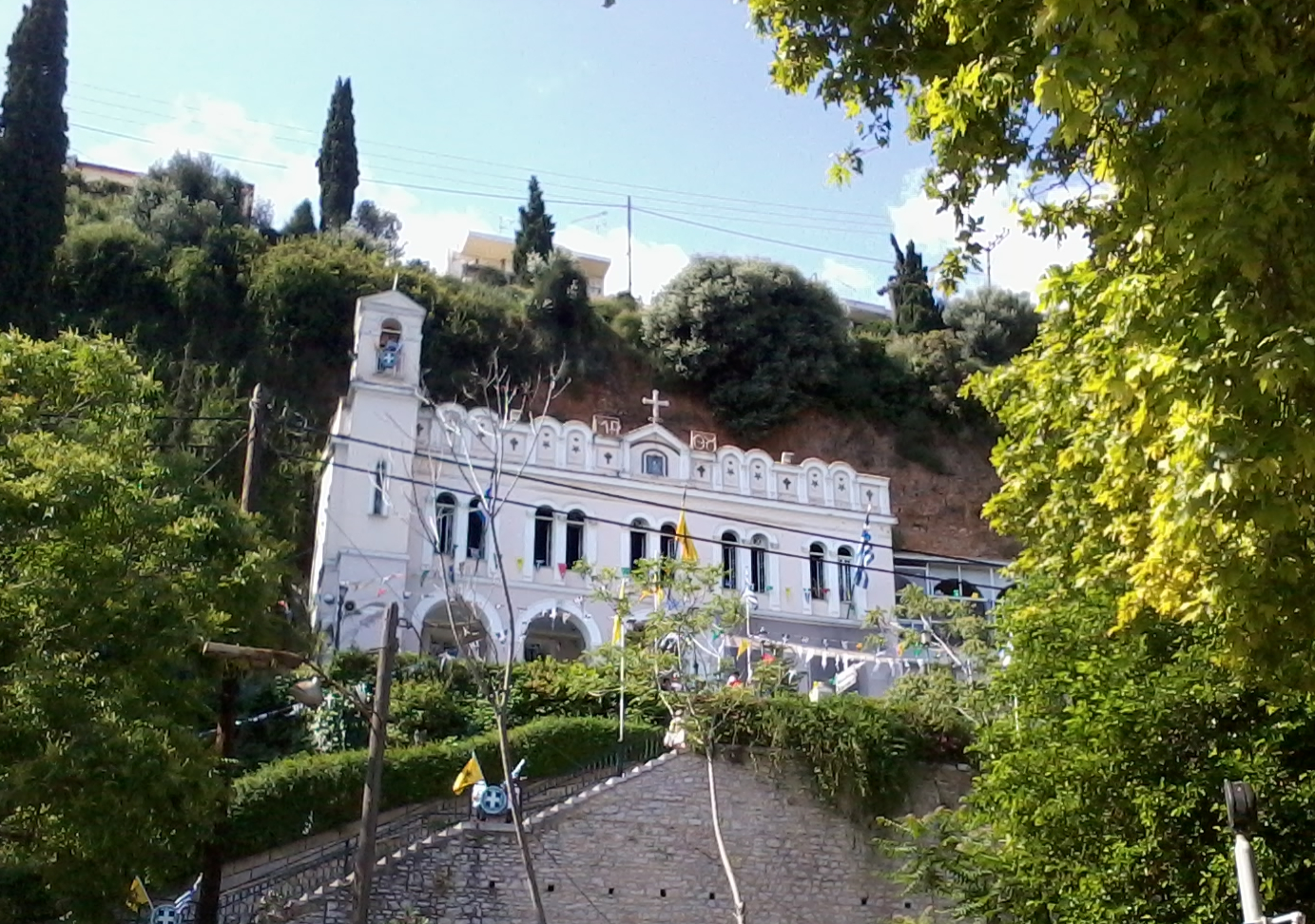
Храм Богородицы Трипити